# هيو إيست
هيو إيست (بالإنجليزية: Hugh East)‏ هو لاعب كرة قاعدة أمريكي، ولد في 7 يوليو 1919 في برمنغهام في الولايات المتحدة، وتوفي في 2 نوفمبر 1981 في تشارلستون في الولايات المتحدة.

## وصلات خارجية
- هيو إيست على موقع دوري كرة القاعدة الرئيسي (الإنجليزية)
- هيو إيست على موقعبيزبول رفرنس.كوم (الدوري الرئيسي) (الإنجليزية)
- هيو إيست على موقعبيزبول رفرنس.كوم (الدوري الثانوي) (الإنجليزية)